# Chimarra fluctuata
Chimarra fluctuata là một loài Trichoptera trong họ Philopotamidae. Chúng phân bố ở miền Cổ bắc.